# All We Know Is Falling
All We Know Is Falling — перший студійний альбом американського рок-гурту Paramore.
Альбом вийшов у 2005 році під лейблом «Fueled by Ramen». Альбом посів восьме місце у UK Rock Chart. В США він посів 30 місце у журналі Billboard, але не потрапив до чарту Billboard 200.

## Список композицій
Автор музики і слів Paramore. 
| #   | Назва               | Тривалість |
| --- | ------------------- | ---------- |
| 1.  | «All We Know»       | 3:13       |
| 2.  | «Pressure»          | 3:05       |
| 3.  | «Emergency»         | 4:00       |
| 4.  | «Brighter»          | 3:43       |
| 5.  | «Here We Go Again»  | 3:46       |
| 6.  | «Never Let This Go» | 3:40       |
| 7.  | «Whoa»              | 3:21       |
| 8.  | «Conspiracy»        | 3:42       |
| 9.  | «Franklin»          | 3:18       |
| 10. | «My Heart»          | 3:59       |